# Комиссар по валлийскому языку
Комиссар по валлийскому языку (валл. Comisiynydd y Gymraeg) — должность, учреждённая в Уэльсе в порядке правопреемственности Языкового совета Уэльса в соответствии с Законом о валлийском языке 2011 года. Должность учреждена 1 апреля 2012 года, первым комиссаром по валлийскому языку стала Мери Хьюз, ранее занимавшая должность заместителя исполнительного директора Языкового совета Уэльса. Должность комиссара по валлийскому языку является политически независимой.
По данным переписи 2001 года, валлийским языком в Великобритании владело 611 000 человек, что составляло 20,5 % населения Уэльса, (по сравнению с 18,5 % в 1991-м), или 1 % всего населения Великобритании. Тем не менее статус валлийского языка как равного английскому закреплён рядом законодательных актов, в частности, законом о валлийском языке 1993 года.
Основной задачей комиссара по валлийскому языку является содействие использованию валлийского языка.
По данным официального веб-сайта комиссара, в основе его деятельности лежит два основных принципа:
- Валлийский должен иметь в Уэльсе условия функционирования не хуже, чем английский язык;
- Жители Уэльса должны иметь возможность пользоваться медиаресурсами на валлийском языке (при желании);

Комиссар по валлийскому языку вправе делать всё, что считает целесообразным, в сфере:
- Содействия использованию валлийского языка;
- Развития использования валлийского языка;
- Обеспечения возможностей функционирования валлийского языка наравне с английским.

Деятельность комиссара включает в себя расширение возможностей использования валлийского языка, поощрение лучших практик использования валлийского, а также правовые вопросы функционирования валлийского языка, подготовку и публикацию отчетов, исследований, образовательную деятельности и выработку письменных рекомендаций министрам правительства Уэльса и частным лицам.